# Рупарел, Пуджа
Пуджа Рупарел (хинди पूजा रूपारेल; род. 21 ноября 1982 года[уточнить]) — индийская комедийная актриса, наиболее известная по своим детским ролям в фильмах «Влюблённый король» и «Непохищенная невеста».

## Биография и карьера
Родилась в артистической семье смешанного синдхско-гуджаратского происхождения; связана родством с рядом других актёров, в частности, её тётя и двоюродная сестра — актрисы Пунам и Сонакши Синха.
Снималась в рекламе с 4-летнего возраста.
Дебютировала в главной детской роли фильма «Влюблённый король» (ремейка американского фильма «Энни», в свою очередь основанного на бродвейском мюзикле) вместе со звездами Болливуда Шахрух Ханом и Джеки Шроффом.
Несколькими годами спустя исполнила одну из заметных ролей (роль Раджешвари/«Чутки», младшей сестры главной героини) в фильме «Непохищенная невеста», ставшем одним из ведущих блокбастеров Болливуда и остававшемся в прокате порядка 20 лет подряд. Исполнение актрисой роли вылилось во множество предложений как съёмок в рекламе, так и замужества — при том, что юной актрисе было далеко до совершеннолетия.
Несмотря на успех, Пуджа Рупарел не стала продолжать кинематографическую карьеру, а занялась высшим образованием, получив степени бакалавра психологии в колледже Митхибай и магистра производственной психологии в Женском университете SNDT в Мумбаи. Играла в театре и мюзиклах, в течение долгого времени успешно работала на телевидении в качестве актрисы озвучивания и стендап-комика.
В 2013 году вернулась на экран, приняв участие в сериале 24 и фильме X: Past Is Present. Фильм встретил смешанную реакцию критиков, в то же время, в некоторых обзорах говорилось, что Пуджа Рупарел «блистала» в нём, «делая фильм богаче, чем он реально является».